# Concettualismo
Il concettualismo è la dottrina filosofica che, nell'ambito dei problemi posti dalla disputa sugli universali, la maggiore questione filosofico-teologica della scolastica, assume una posizione gnoseologica e metafisica media tra le opposte soluzioni del realismo e del nominalismo. 
Si tratta di una categoria storiografica moderna con cui gli studiosi hanno designato, a partire dalla posizione del filosofo medievale Pietro Abelardo, l'atteggiamento di chi riteneva che gli universali – i generi e le specie di cui parla Porfirio nell'Isagoge – non avessero consistenza ontologica, né fossero riducibili a mere espressioni vocali (flatus vocis). La via media concettualista assume che gli universali siano enti presenti nella mente dell'uomo (conceptus mentis).

## Storia

### Filosofia medievale
Gli studiosi hanno individuato come concettualista la posizione teorizzata dal filosofo medievale Pietro Abelardo, che fu allievo prima del campione del nominalismo, Roscellino, e poi dell'esponente del realismo Guglielmo di Champeaux. Abelardo aggiungeva alle domande del filosofo neoplatonico Porfirio sulla natura degli universali una nuova quaestio, circa l’eventuale sussistenza degli universali anche dopo la scomparsa degli individui corrispondenti. Il filosofo riteneva che l'universale «rosa» non scomparisse con la scomparsa di tutte le rose, perché, anche qualora non ci fosse più stata alcuna rosa, sarebbe stato possibile continuare ad attribuire un significato alla proposizione «Non c'è nessuna rosa».
Abelardo considerava gli universali come concetti (conceptus mentis) esistenti nel pensiero umano e divino come enti logici. Il concettualismo così si differenziava sia dal nominalismo, che intendeva i concetti di genere e specie come puri nomi, espressioni vocali, sia dal realismo, che concepiva gli universali come idee platoniche, come le sole verità metafisicamente esistenti.
Abelardo sosteneva che gli universali esistono soltanto all'interno della mente e non hanno realtà esterna o sostanziale. 
Per i concettualisti, in contrapposizione ai realisti, il concetto non rispecchia semplicemente l'essenza, o nozione della forma, (universale in re, secondo la terminologia scolastica) della cosa, ma è una costruzione della mente umana. 
In contrapposizione ai nominalisti, che affermano che di universale vi è solo il nome, i concettualisti sostengono l'esistenza di concetti universali o idee generali nella nostra mente: l'universale è un contenuto mentale, che esiste post rem.
Se io ad esempio penso al delfino mi formulo un'idea complessa per cui mi riferisco a un mammifero che è un vertebrato, che vive con i suoi simili ecc.; la mia mente forma un universale che è diverso da quello a cui pensavano gli antichi, che lo concepivano come un semplice mammifero. Quindi l'universale, secondo i concettualisti, è una formazione della nostra mente che esiste e muta attraverso l'esperienza.
Una forma particolare di concettualismo fu elaborata da Duns Scoto, che ha influenzato anche la filosofia moderna (Kant) e contemporanea Heidegger

### Filosofia moderna
La contrapposizione tra concettualismo e nominalismo non si è esaurita con la filosofia medioevale, ma è fortemente presente nell'empirismo inglese del Seicento e Settecento. George Berkeley e David Hume sono esplicitamente nominalisti.
Molto controversa è la concezione lockiana dell'astrazione. Autorevoli studiosi di John Locke, come John Yolton e Michael Ayers, lo considerano un nominalista. Tuttavia, anche recentemente in occasione della John Locke Tercentenary Conference per il terzo centenario, tenuta all'Università di Oxford nel 2004, si è rafforzata la tesi del concettualismo, fondata su molti passi del terzo libro del Saggio sull'intelletto umano, (1690).
Favorevoli all'interpretazione concettualistica della concezione lockiana dell'astrazione sono Richard I. Aaron, Sally Ferguson e in Italia Maurilio Lovatti.
La questione degli universali è tornata di attualità, nell'ambito della controversia sui fondamenti della matematica, ai primi del Novecento, quando il filosofo e matematico inglese Bertrand Russell ha sostenuto nei Principia Mathematica (1910-13), scritto in collaborazione con Alfred North Whitehead, l'interpretazione realista per i concetti della logica pura e della matematica.